# 포트로더데일 공항 총기 난사 사건
포트로더데일 공항 총기 난사 사건은 2017년 1월 6일 미국 플로리다주 포트로더데일 포트로더데일 공항에서 발생한 총격 사건이며, 최소 5명이 사망하였다.